# 대한민국로
대한민국로(스페인어: Avenida República de Corea)는 멕시코 유카탄주 메리다에 위치한 도로이다.
도시의 도로 기반의 대한민국의 투자에 대한 감사의 표시로 2017년에 해당 이름으로 명명되었다. 지방 정부는 그 해 8월 19일 만장일치로 거리의 새 이름을 승인했으며, 대한민국은 이에 향후 양국의 우호를 강조하는 기념비를 설치하겠다고 제안했다. 이후 2021년 3월 17일, 그리팅맨이라는 이름의 조각품이 설치되었다.

## 같이 보기
- 한멕 우정병원